# Aphanobelodon zhaoi
Aphanobelodon zhaoi és una espècie extinta de mamífer proboscidi de la família dels amebelodòntids que visqué a l'Àsia oriental durant el Miocè mitjà, fa entre 13,8 i 16 milions d'anys. Se n'han trobat restes fòssils a la província xinesa de Ningxia. Es tracta de l'única espècie del gènere Aphanobelodon. A diferència de tots els altres elefantiformes, mancava d'ullals superiors permanents. Era força més petit que els elefants d'avui en dia, amb un pes màxim estimat d'uns 2.066 kg i un marcat dimorfisme sexual que feia que els mascles fossin aproximadament un 50% més grossos que les femelles. El seu nom genèric, Aphanobelodon, significa ‘dent anterior invisible’, mentre que el seu nom específic, zhaoi, fou elegit en honor del descobridor de l'holotip, el Sr. Rong Zhao.